# Sławomir Idziak

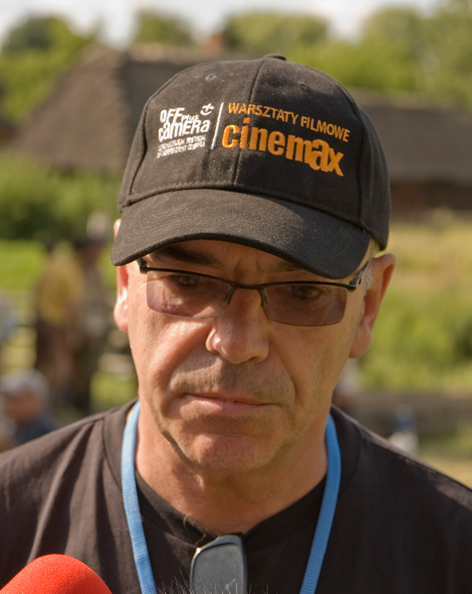
Sławomir Idziak

Sławomir Andrzej Idziak (25 de janeiro de 1945, Kattowitz, Silesia) é um famoso Diretor de fotografia, trabalhando em cerca de quarenta filmes poloneses.
Ele fez catorze filme com Krysztof Zanussi, incluindo Kontract (O Contrato), The Constant Factor e The Year of the Quiet Sun. Ele trabalhou em todos os primeiros filmes de Krzysztof Kieślowski, incluindo os para televisão, grandes sucessos e as produções internacionais.  Colaborou com o nome, mas em verdade pouco, em A Short Filme About Killing, A Dupla vida de Véronique e Trilogia das Cores.
Fez filmes com diretores como Ridley Scott, John Sayles, Michael Winterbottom e John Duigan. Também escreveu e dirigiu dois filmes. Passou à cena principal do cinema com filmes como Gattaca (1997), Proof of Life (2000), Black Hawk Down (2001) e King Arthur (2004). Em 2002 foi nomeado ao Oscar e pela BAFTA como “Melhor diretor de fotografia” no filme Black Hawk Down. Foi professor na escola de cinema em Berlim, Londres e Copenhagen, e também ministrou seminários e direção de fotografia em outros países. Foi diretor de fotografia no filme Harry Potter and the Order of the Phoenix, o quinto filme da popular série de filmes da adaptação de J.K. Rowling.
Sławomir Idziak trabalha atualmente em um site estúdio virtual de filmes chamado Film Spring Open que dá aos usuários a oportunidade de trabalhar em audiências globais e fazer filmes online. Os participantes podem trocar ideias, trocar equipamentos e escrever roteiros juntos. O objetivo disso é criar uma comunidade internacional de cineastas que ajudem um ao outro, fazendo filmes juntos e para arrecadar patrocínios e distribuição para seus filmes.